# Antreville
Antreville és una concentració de població designada pel cens dels Estats Units a l'estat de Carolina del Sud. Segons el cens del 2000 tenia 118 habitants.

## Demografia
Segons el cens del 2000, Antreville tenia 118 habitants, 53 habitatges i 35 famílies. La densitat de població era d'11,6 habitants/km².
Dels 53 habitatges en un 26,4% hi vivien nens de menys de 18 anys, en un 50,9% hi vivien parelles casades, en un 13,2% dones solteres, i en un 32,1% no eren unitats familiars. En el 30,2% dels habitatges hi vivien persones soles el 18,9% de les quals corresponia a persones de 65 anys o més que vivien soles. El nombre mitjà de persones vivint en cada habitatge era de 2,23 i el nombre mitjà de persones que vivien en cada família era de 2,78.
Per edats la població es repartia de la següent manera: un 23,7% tenia menys de 18 anys, un 4,2% entre 18 i 24, un 28,8% entre 25 i 44, un 26,3% de 45 a 60 i un 16,9% 65 anys o més.
L'edat mediana era de 37 anys. Per cada 100 dones de 18 o més anys hi havia 95,7 homes.
La renda mediana per habitatge era de 32.031 $ i la renda mediana per família de 40.000 $. Els homes tenien una renda mediana de 23.056 $ mentre que les dones 16.797 $. La renda per capita de la població era de 17.961 $. Entorn del 15,2% de les famílies i el 17,6% de la població estaven per davall del llindar de pobresa.

## Poblacions més properes
El següent diagrama mostra les poblacions més properes.